# Петропавловский 1-й сельсовет
Петропавловский 1-й сельсовет — сельское поселение в Венгеровском районе Новосибирской области Российской Федерации.
Административный центр — село Петропавловка 1-я.

## История
Статус и границы сельского поселения установлены Законом Новосибирской области от 2 июня 2004 года № 200-ОЗ «О статусе и границах муниципальных образований Новосибирской области»

## Население
| 2002 | 2010 | 2012 | 2013 | 2014 | 2015 | 2016 |
| ---- | ---- | ---- | ---- | ---- | ---- | ---- |
| 1043 | ↘941 | ↗955 | ↘930 | ↗934 | ↘916 | ↗923 |
| 2017 | 2018 | 2019 | 2020 | 2021 |      |      |
| ↘899 | ↗903 | ↘878 | ↘835 | ↘831 |      |      |

## Состав сельского поселения
| № | Населённый пункт  | Тип населённого пункта       | Население |
| - | ----------------- | ---------------------------- | --------- |
| 1 | Григорьевка       | деревня                      | ↘108      |
| 2 | Красноярка        | деревня                      | ↗258      |
| 3 | Петропавловка 1-я | село, административный центр | ↘575      |